# Mecoacán
Mecoacán es un poblado del municipio de Jalpa de Méndez ubicado en la subregión centro del estado mexicano de Tabasco.
Cuenta con una hermosa iglesia en honor a San Mateo Apóstol y evangelista y es una de las más visitadas del municipio de Jalpa.

## Geografía
La localidad de Mecoacán se sitúa en las coordenadas geográficas 18°14′16″N 93°04′54″O / 18.237778, -93.081667, a una elevación de 2 metros sobre el nivel del mar.

## Demografía
Según el Conteo de Población y Vivienda 2020, efectuado por el Instituto Nacional de Estadística y Geografía, la localidad de Mecoacán tiene 2,666 habitantes, de los cuales 1,357 son del sexo masculino y 1,309 del sexo femenino. Su tasa de fecundidad es de 2.62 hijos por mujer y tiene 641 viviendas particulares habitadas.
| Gráfica de evolución demográfica de Mecoacán entre 1900 y 2020 |
|                                                                |
| INEGI.                                                         |